# Orville Zimmerman
Orville Zimmerman, född 31 december 1880 i Bollinger County, Missouri, död 7 april 1948 i Washington, D.C., var en amerikansk politiker (demokrat). Han var ledamot av USA:s representanthus från 1935 fram till sin död.
Zimmerman tillträdde 1935 som kongressledamot för Missouris 10:e kongressdistrikt. År 1948 avled han i ämbetet och gravsattes på Oak Ridge Cemetery i Kennett.